# Bracon longicollis
Bracon longicollis är en stekelart som först beskrevs av Wesmael 1838.  Bracon longicollis ingår i släktet Bracon och familjen bracksteklar. Arten är reproducerande i Sverige. Utöver nominatformen finns också underarten B. l. pseudowesmaeli.